# 롤러 부기
롤러 부기(Roller Boogie)는 미국에서 제작된 마크 L. 레스터 감독의 1979년 드라마, 멜로/로맨스 영화이다. 린다 블레어 등이 주연으로 출연하였고 브루스 콘 커티스 등이 제작에 참여하였다.

## 출연

### 주연
- 린다 블레어

### 조연
- 베벌리 가랜드
- 로저 페리
- 제임스 반 패튼
- 킴벌리 벡

## 제작진
- 협력프로듀서: 조셉 울프
- 배역: 앤 벨
- 배역: 주디 존스